# Stanisław Kaczkowski
Stanisław Kaczkowski (ur. 11 listopada 1783 w Ochlach k. Widawy, zm. 19 kwietnia 1855 w Bełchatowie) – polski ziemianin, prawnik, działacz polityczny, pisarz i historyk amator, członek opozycji kaliskiej w Sejmie Królestwa Polskiego, wolnomularz. Właściciel dóbr chojeńskich oraz bełchatowskich w XIX wieku.

## Życiorys
Ród Kaczkowskich herbu Świnka wywodził się z Kaczek (pomiędzy Dobrą a Turkiem) w dawnej ziemi sieradzkiej. Stanisław urodził się jako czterech synów Józefa Kaczkowskiego i Bogumiły z Chrzanowskich. Nauki pobierał w konwikcie pijarów na Żoliborzu oraz w szkole Francuza Rougeta. W latach 1801-1802 odbył studia prawnicze we Frankfurcie nad Odrą.
W 1808, w czasach Księstwa Warszawskiego minister Feliks Franciszek Łubieński powołał go na zastępcę prokuratora przy Trybunale Kaliskim, później został prezesem Rady Powiatowej w Sieradzu i członkiem Rady Wojewódzkiej w Kaliszu. Po ożenku ze spadkobierczynią dóbr Chojne, Izabellą Babską h. Radwan osiadł w tym majątku.
Był deputowanym z okręgu sieradzkiego na Sejm Królestwa Polskiego w 1820, 1825 i 1830. Jego ojciec, Józef, był również aktywny politycznie. Stanisław Kaczkowski należał do opozycji kaliskiej braci Wincentego i Bonawentury Niemojowskich. Ich polityczne koncepcje wzbogacił ideami ekonomicznymi o konieczności rozwoju handlu i zakładania fabryk.
W Kaliszu wydał Rzut oka na Żydów (1816) i Myśli o handlu naszym (1818). Postulował równouprawnienie Żydów i ich uaktywnienie zawodowe. W 1820 r. podpisał petycję by dobra rządowe sprzedawać wyłącznie chłopom i drugą w sprawie zakazu sprowadzania materiałów angielskich i wzięcia pod ochronę rodzimego przemysłu włókienniczego. W Chojnem 10–11 kwietnia 1825 grupa posłów opozycji kaliskiej odbyła naradę w sprawie przeciwdziałania decyzji króla Aleksandra I Romanowa o zniesieniu jawności obrad Sejmu. Działania Kaczkowskiego sprawiły, że 23 lutego 1826 w Chojnem aresztowali go carscy żandarmi i przewieźli do byłego klasztoru karmelitów w Warszawie.
Po 23 dniach zwolniono go. Kaczkowski przeniósł się do Bełchatowa i zajął urządzaniem majątku przejętego po bracie. W okresie powstania listopadowego przeciwstawiał się dyktaturze gen. Józefa Chłopickiego, krytycznie oceniał działania rządu powstańczego i armii. W proteście złożył mandat poselski i wrócił do Chojnego, skąd nadzorował także majątek w Bełchatowie. Kilka lat po upadku powstania przekazał Bełchatów synowi Ludwikowi, sam zaś pozostał w Chojnem, gdzie oddał się pasji pisarskiej. Po śmierci żony w 1846 roku, przeniósł się do dóbr bełchatowskich, gdzie rezydował do końca życia. Pozostawił po sobie 45 pozycji bibliograficznych: skończonych utworów i traktatów, notatek, pamiętników itp. Wśród nich naczelne miejsce zajmuje sprawa sejmu Królestwa.
Był członkiem loży wolnomularskiej Hesperus w 1818/1819 roku.
Większość rękopiśmiennej spuścizny Kaczkowskiego jest w posiadaniu Uniwersytetu Jagiellońskiego w Krakowie. Część prac ukazała się drukiem, np. "Krzyżacy a Polska. Wspomnienia historyczne" (Poznań 1845), "Rozprawy tyczące się pierwszych dziejów Polski" (Poznań 1847). W Krakowie (nakładem córki) w 1883 r. ukazały się trzytomowe "Dzieła". W latach 1918-1939 wydano 3 tomy klasycystycznych poezji Kaczkowskiego: "Ballady", "Obóz Wallensteina", "Na nutę Horacego". 
Zmarł w Bełchatowie 19 kwietnia 1855 roku. Pozostawił dwóch synów i dwie córki.

## Literatura
- Feinkind M., Dzieje Żydów w Piotrkowie i okolicy, Piotrków Trybunalski 1930.
- Ruszkowski A., Stanisław Kaczkowski (1784-1855) – polityk, publicysta i historyk z Chojnego koło Sieradza, „Na sieradzkich szlakach” 2002, nr 1-2, s. 15-17.
- Stasiak R., Postępowi czy reakcyjni? Koncepcje gospodarcze kaliszan w zarysie, [w:] Vade Nobiscum, t. 15, red. K. Banaś, R. Stasiak, Łódź 2015.
- Stasiak R., Dwór w Chojnem pod Sieradzem - próba analizy formalnej stanu dzisiejszego obiektu i perspektywy na przyszłość [w:] Ars et Scientia, t. 8, red. K. Stefański, B. Ciarkowski, A. Barczyk, Łódź 2016.
- Więckowska H., Kaczkowski St., [w:] Polski Słownik Biograficzny, 1964-65, s. 377.
- Więckowska H., Opozycja liberalna w Królestwie Kongresowym, Warszawa 1925.
- Zawilski A., Bełchatów i jego historyczne awanse, Łódź 1967.
- Zawilski A., Stanisław Kaczkowski w kaliskiej opozycji sejmowej, „Rocznik Kaliski” 1974, t. 7.